# Orogenia pampeana

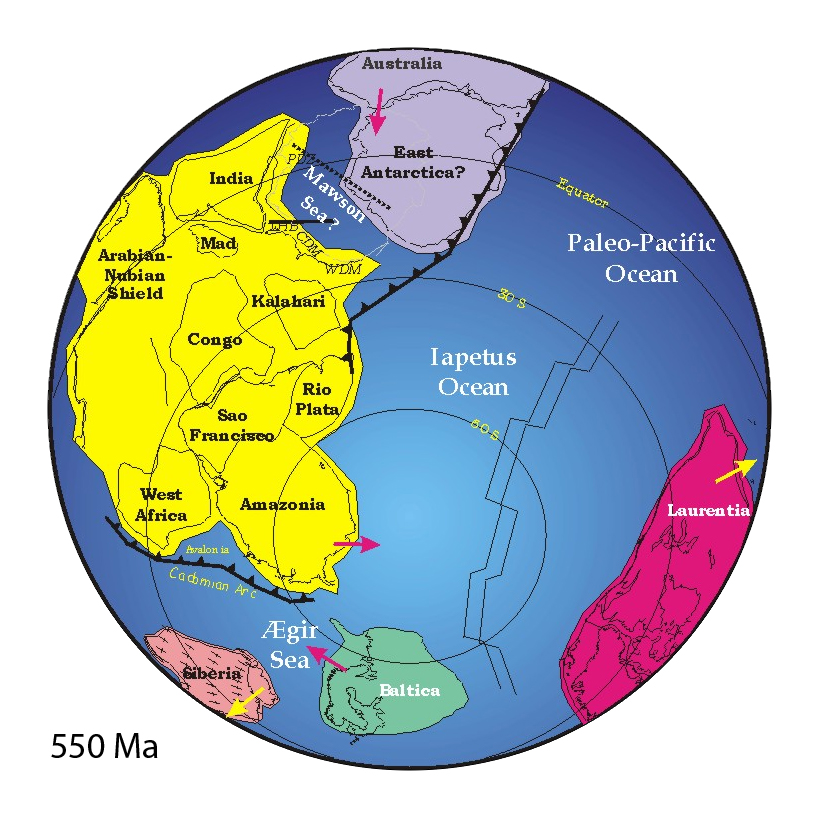
Reconstrucción paleogeográfica de Gondwana (en amarillo) y Laurentia hace 550 millones de años durante la época de la orogenia pampeana. La orogenia pampeana tuvo lugar cerca del borde derecho del área marcada como "Río Plata". Se omiten los terranos y microcontinentes como Cuyania, Pampia y Chilenia.

La orogenia pampeana fue una orogenia activa en el Cámbrico en el margen occidental de la antigua masa continental de Gondwana. Los restos del orógeno se pueden observar actualmente en el centro de Argentina, en particular en las sierras de Córdoba y otras partes de las sierras Pampeanas occidentales. No está claro si la orogenia involucró en algún momento una colisión continental. El orógeno pampeano se puede considerar como parte del orógeno de Terra Australis, de mayor tamaño, y de la orogenia brasiliana. La orogenia pampeana fue sucedida por la orogenia famatiniana más al oeste.

## Cinturones magmáticos
El orógeno pampeano contiene un cinturón magmático que incluye granodioritas, monzogranitos y rocas volcánicas, todas ellas de química calcoalcalina. Las rocas ígneas de este cinturón se formaron en varias ocasiones en el período de hace 555 a 525 millones de años. Desde hace 525 millones de años en adelante, otro cinturón magmático de rocas peralumínicas y máficas se desarrolló aún más en medio de gneis, esquistos, anfibolitas y rocas carbonáticas. Las rocas ígneas de este cinturón se formaron en el período de hace 525 a 515 millones de años.

## Interpretación tectónica
La orogenia pampeana se puede considerar parte de Terra Australis o de la orogenia brasiliana. La orogenia pampeana se desarrolló en una época similar al cinturón Paraguay de la orogenia brasiliana, pero a diferencia de aquel, que terminó en el interior de Gondwana, el orógeno Pampeano permaneció en un margen continental. El orógeno finalmente cesó su actividad y fue sucedido por la orogenia famatiniana más al oeste.
El cinturón magmático oriental de la orogenia pampeana se interpreta como los restos de un arco volcánico asociado a una zona de subducción sumergida al este, mientras que se cree que el oeste representa un arco volcánico más joven que se desarrolló sobre lo que una vez fue el prisma de acreción del orógeno.
Ha habido diferentes puntos de vista entre los geólogos sobre la posición tectónica y paleogeográfica de la cuenca de Puncoviscana en relación con los eventos de la orogenia pampeana. Algunos geólogos creen que la orogenia pampeana está asociada con la acumulación de un terrano de Pampia en el cratón del Río de la Plata, como resultado del cierre de un mar que existía en el medio. Este mar habría sido la cuenca Puncoviscana. Víctor Ramos propone en cambio que la cuenca Puncoviscana era una cuenca de antepaís ubicada al oeste de un bloque de Pampia que colisionó con el cratón del Río de la Plata. En contraste con esta visión, Aceñolaza y Toselli afirman que la cuenca Puncoviscana se originó a partir de un aulacógeno dividiendo el cratón de Arequipa-Antofalla del Río de la Plata y del cratón amazónico. Siguiendo esta interpretación, el aulacógeno se habría cerrado durante la orogenia pampeana.